# Abborrtjärnen (Idre socken, Dalarna, 685615-131552)
Abborrtjärnen är en sjö i Älvdalens kommun i Dalarna och ingår i Dalälvens huvudavrinningsområde.